# Nickeltitangult

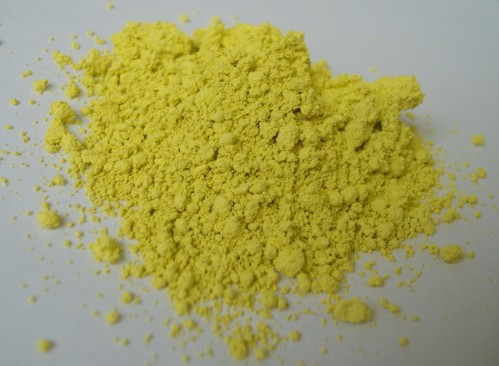
Nickeltitangult

Nickeltitangult, ibland bara titangult, C.I. Pigment Yellow 53 (77788), är ett syntetiskt, oorganiskt pigment bestående av titan-, antimon- och nickel-oxider, med den ungefärliga kemiska formeln (Ti0,85Sb0,10Ni0,05)O2. Det bildar kristaller med rutilstruktur och hör till de så kallade komplexa oorganiska pigmenten, som har utmärkt ljusäkthet och generellt hög tålighet.
Nickeltitangult är blekt gult, ofta åt det citrongula hållet, med relativt låg färgstyrka och mer omättad masston.
Det har funnits på marknaden sedan 1954.